# جوزيف أنطون كوش
جوزيف أنطون كوش (بالألمانية: Joseph Anton Koch)‏ هو رسام نمساوي، ولد في 27 يوليو 1768 في Elbigenalp ‏ في النمسا، وتوفي في 12 يناير 1839 في روما في إيطاليا.

## معرض صور

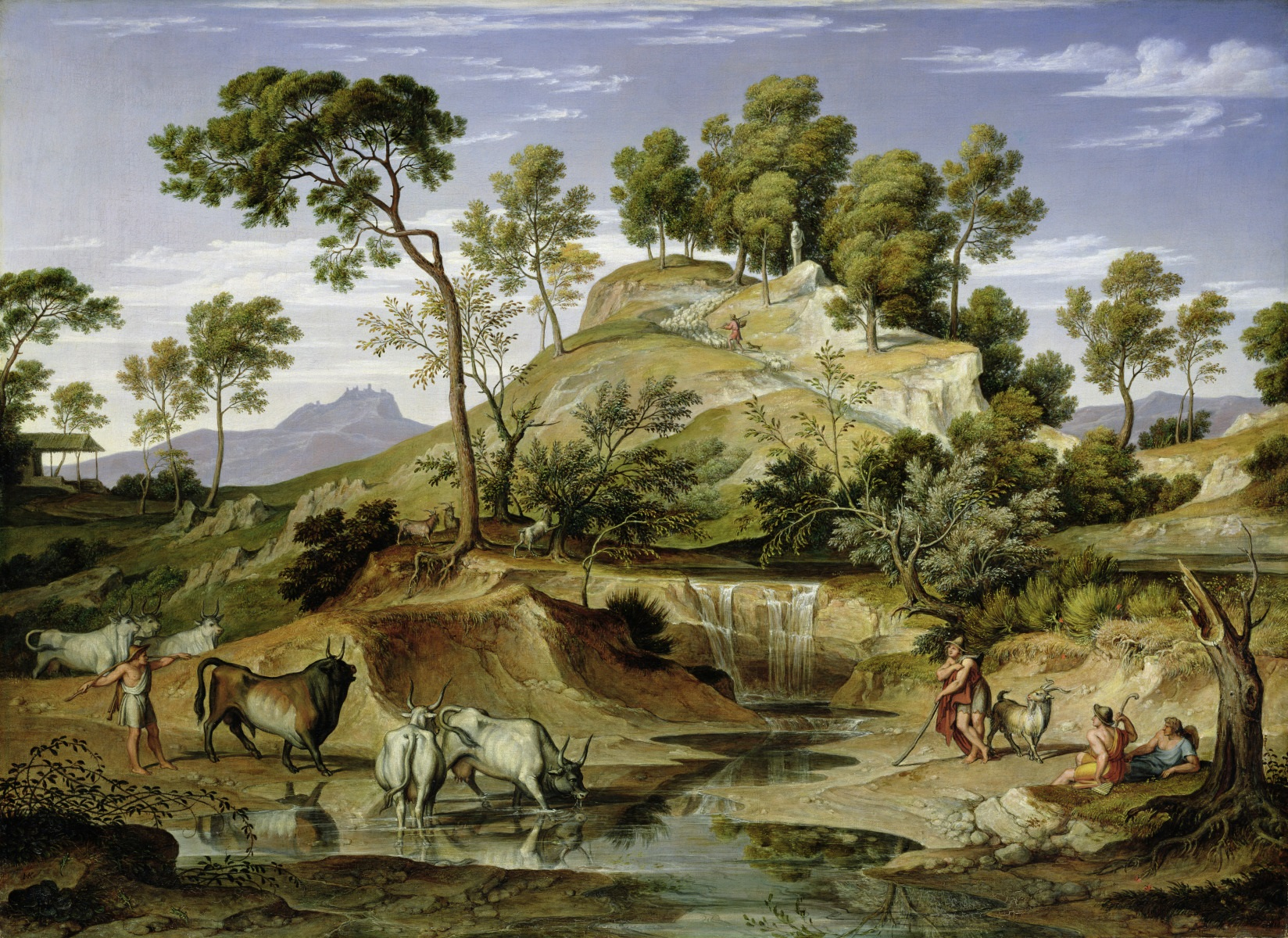
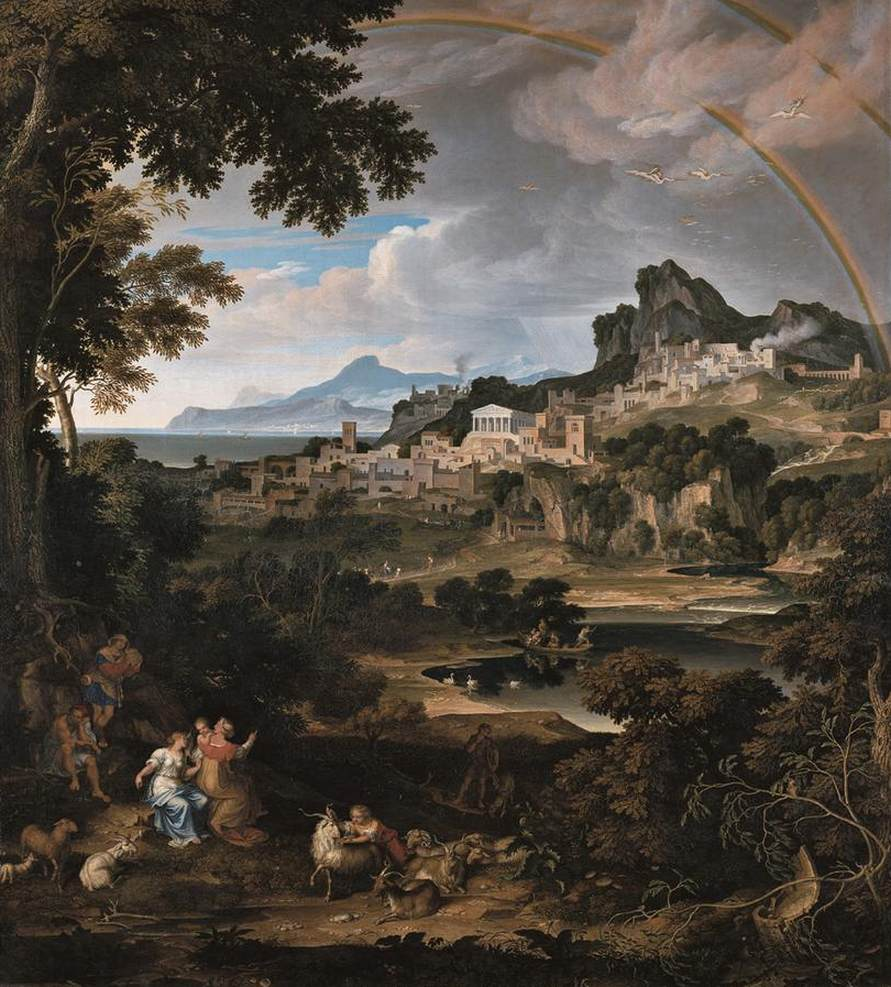
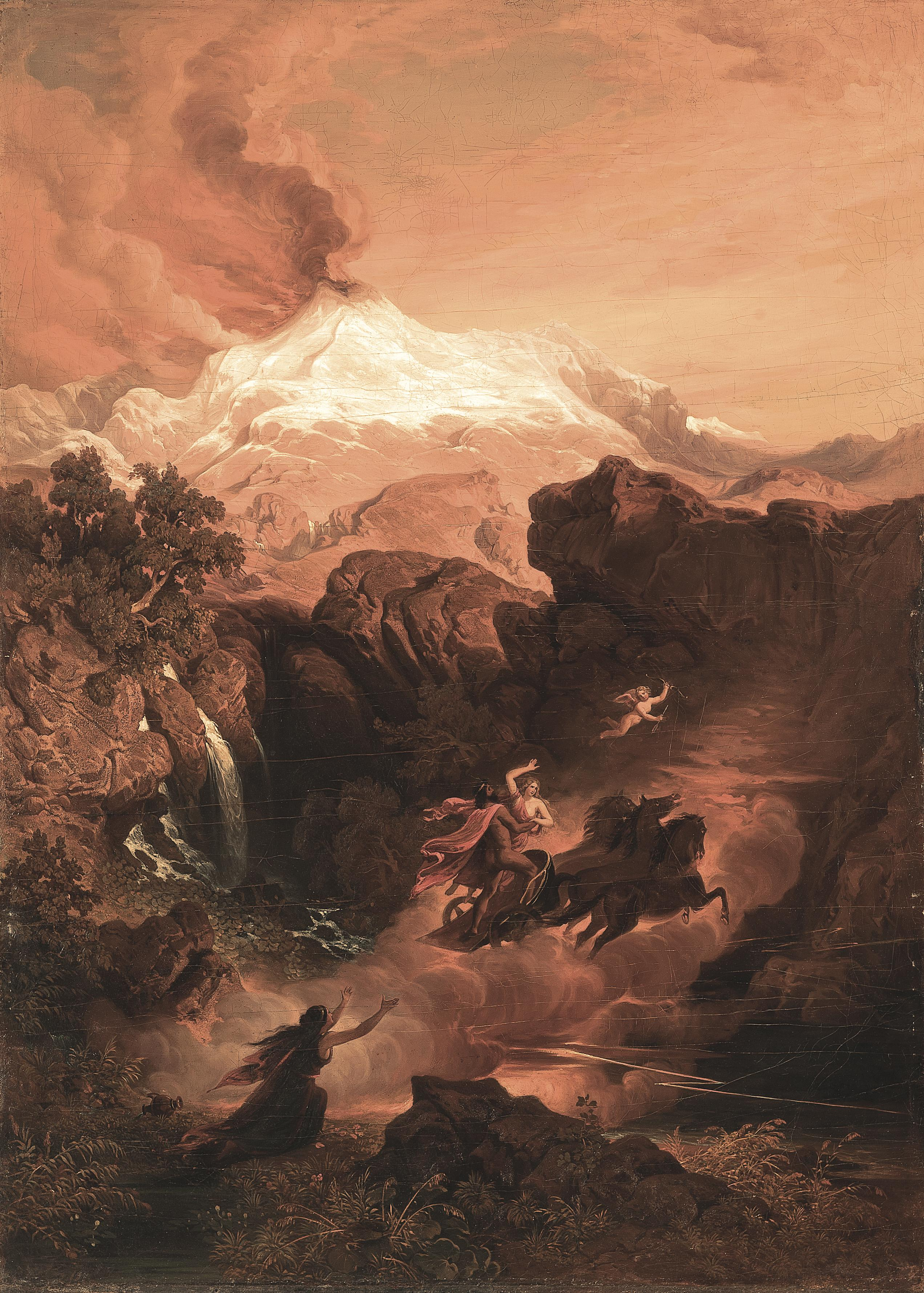
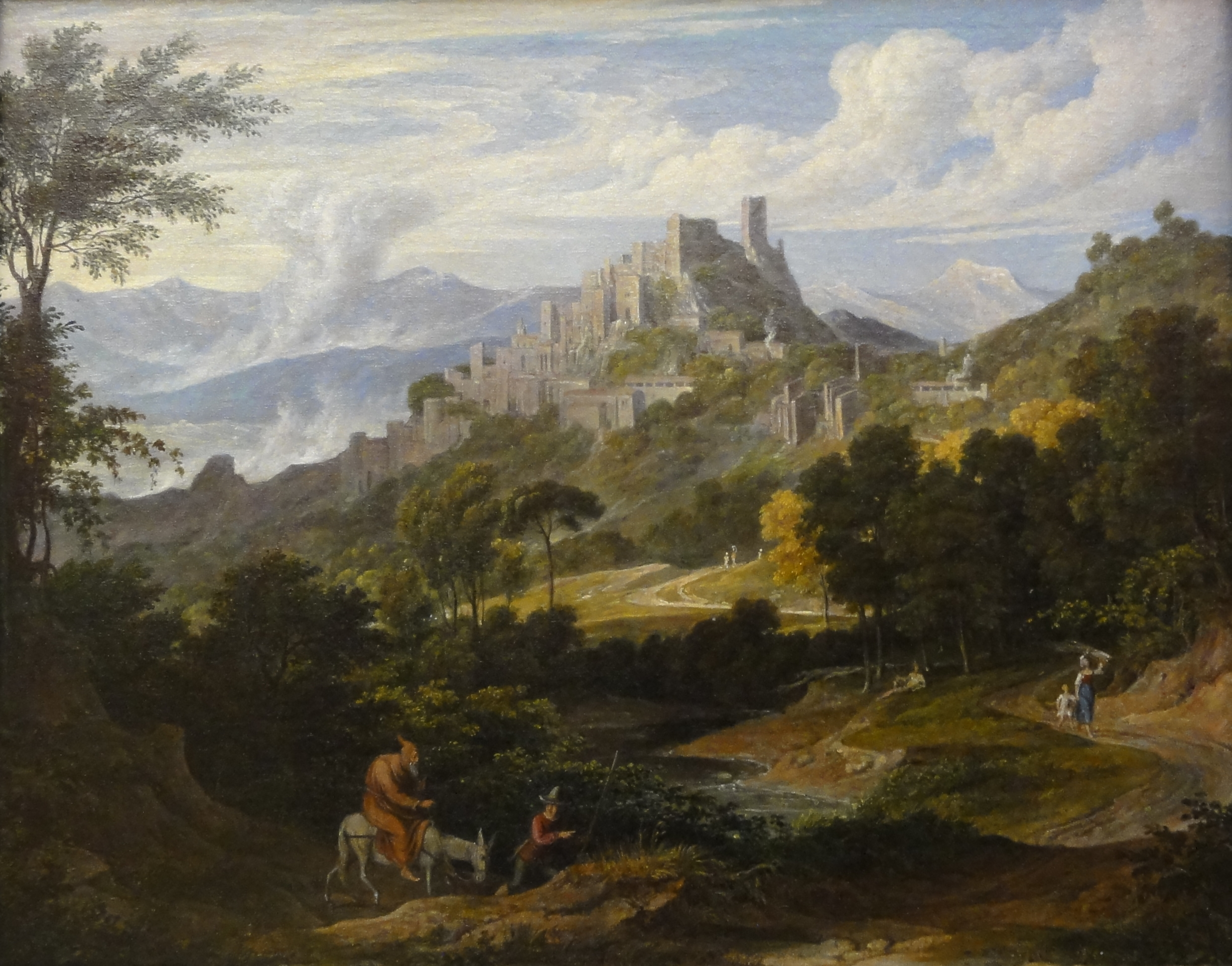
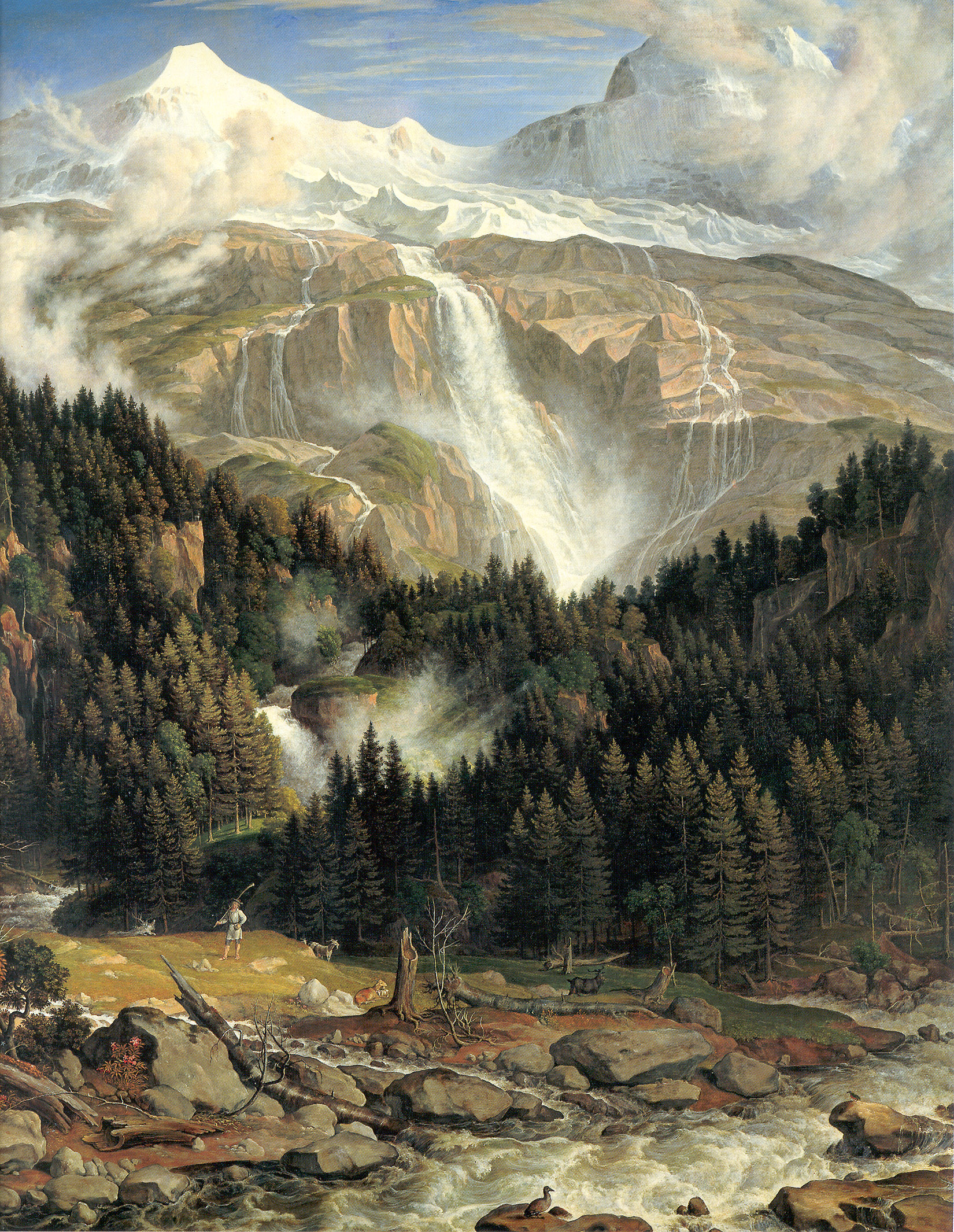

## وصلات خارجية
- جوزيف أنطون كوش على موقع ميوزك برينز (الإنجليزية)
- جوزيف أنطون كوش على موقع ديسكوغز (الإنجليزية)